# 6263 Друкмюллер
(6263) 1980 PX (1980 PX, 1990 VR1) — астероїд головного поясу.
Тіссеранів параметр щодо Юпітера — 3.637.